# IFK Munkfors
IFK Munkfors är en sportklubb från Munkfors i Värmland. Föreningen bildades 1944 och bedriver verksamhet i både ishockey och fotboll. Tidigare spelade man även bandy. Ishockeylaget spelar säsongen 2022/2023 i Hockeytvåan. Herrlaget i fotboll spelar samtidigt i division 5 medan damlaget spelar i division 3.

## Historik
I början av 1900-talet fanns MAIS (Munkeruds Allmänna Idrotts Sällskap) på västra sidan Klarälven och MAIF (Munkfors Allmänna Idrotts Förening) på den östra sidan. År 1944 slogs de båda klubbarna ihop. MAIF gick upp i MAIS eftersom de låg i en högre division och det nya namnet blev IFK Munkfors och samma år startade man med ett lag i ishockey.
Premiäråret spelades bara vänskapsmatcher. 6 januari 1945 spelade IFK Munkfors sin första seriematch mot Sunne IK. Matchen slutade 5-5.
I den första styrelsen i hockeysektionen satt Olle Forselid, Gösta Jansson, Nils Eriksson och Rulle Bergman (far till Thommie Bergman, Munkfors första NHL-proffs).
IFK Munkfors största framgång hittills var säsongen 1954-1955 då man kvalade till högsta divisionen men förlorade mot Surahammar.
1984 stod ishallen klar vid Klingevi idrottsplats.

## Ishockeysektionen
Från IFK Munkfors kommer bland andra Thommie Bergman (246 NHL-matcher, 234 WHA-matcher och representerade Sverige i Canada Cup 1976), Peter Nordström (SM-guld med Färjestads BK 1997, 1998, 2002, 2006 och 2009 samt VM-guld 1998), Pelle Prestberg (SM-guld med Färjestads BK 1998,2006, och 2011), och Jens Skålberg (SM-guld med Färjestads BK 2009 och TPS Åbo 2010). De tre sistnämnda spelade samtliga för Färjestads BK under säsongen 2007/2008. Från IFK Munkfors kommer även Andreas Karlsson (264 NHL-matcher, Calder Cup-vinnare 2002, VM-guld 2006) och Peter Wennerström som spelat för Färjestad, BIK Karlskoga och Asplöven. Kristian Huselius var utlånad dit från Färjestad under delar av säsongerna 1996/1997 och 1997/1998.

### Säsonger i högre serier
| Säsong                                | Division             | Placering | Playoff/Kval                  |
| ------------------------------------- | -------------------- | --------- | ----------------------------- |
| 1947/1948                             | Division II Västra B | 5         | nerflyttade                   |
| 1948/1949 spelade man i Division III. |                      |           |                               |
| 1949/1950                             | Division II Västra B | 3         |                               |
| 1950/1951                             | Division II Västra B | 3         |                               |
| 1951/1952                             | Division II Västra B | 2         |                               |
| 1952/1953                             | Division II Västra B | 3         |                               |
| 1953/1954                             | Division II Västra B | 2         |                               |
| 1954/1955                             | Division II Västra B | 1         | Kval: Förlorar mot Surahammar |
| 1955/1956                             | Division II Västra B | 3         |                               |
| 1956/1957                             | Division II Västra B | 5         |                               |
| 1957/1958                             | Division II Västra B | 6         |                               |
| 1958/1959                             | Division II Västra B | 5         |                               |
| 1959/1960                             | Division II Västra B | 4         |                               |
| 1960/1961                             | Division II Västra B | 3         |                               |
| 1961/1962                             | Division II Västra B | 3         |                               |
| 1962/1963                             | Division II Västra B | 4         |                               |
| 1963/1964                             | Division II Västra B | 7         |                               |
| 1964/1965                             | Division II Västra B | 8         |                               |
| 1965/1966                             | Division II Västra B | 7         |                               |
| 1966/1967                             | Division II Västra B | 7         |                               |
| 1967/1968                             | Division II Västra B | 7         |                               |
| 1968/1969                             | Division II Västra B | 8         |                               |
| 1969/1970                             | Division II Västra B | 7         |                               |
| 1970/1971                             | Division II Västra B | 9         | nerflyttade                   |
| 1971–1973 spelade man i Division III. |                      |           |                               |
| 1973/1974                             | Division II Västra A | 9         | nerflyttade                   |

Efter att ha åkt ur näst högsta divisionen vid serieomläggningen 1975 skulle det ta nästa 20 år att komma tillbaka. Då var namnet på andradivisionen Division I.
| Säsong                               | Division            | Placering | Vårserie                  | Playoff/Kval                  |
| ------------------------------------ | ------------------- | --------- | ------------------------- | ----------------------------- |
| 1994/1995                            | Division I Västra   | 9         | 5:a i fortsättningsserien |                               |
| 1995/1996                            | Division I Västra   | 10        | 4:a i fortsättningsserien |                               |
| 1996/1997                            | Division I Västra   | 10        | 6:a i fortsättningsserien |                               |
| 1997/1998                            | Division I Västra   | 9         | 6:a i fortsättningsserien | 5:a i kvalserien, nerflyttade |
| 1997–1999 spelade man i Division II. |                     |           |                           |                               |
| 1999/2000                            | Division 1 Västra B | 6         | 5:a i vårserien           | 3:a i kvalserien, nerflyttade |
| 2000–2007 spelade man i Division 2.  |                     |           |                           |                               |
| 2007/2008                            | Division 1E         | 9         | 4:a i vårserien           |                               |
| 2008/2009                            | Division 1E         | 8         | 5:a i vårserien           | 2:a i kvalserien              |
| 2009/2010                            | Division 1E         | 6         | 5:a i vårserien           | 3:a i kvalserien              |
| 2010/2011                            | Division 1E         | 10        | 6:a i fortsättningsserien | nerflyttade                   |

Anmärkningar
1. ↑  Deltog ej i kvalet.[5]

## Fotbollssektionen
IFK Munkfors fotbollslag spelade tre säsonger i Division III, Sveriges tredje högsta division, under perioden 1945/46-1947/48.
Säsongen 2018 spelar IFK Munkfors A-Herr i Division 5 Östra efter tre säsonger i Sharpfyran (Div IV Värmland).
IFK Munkfors Damlag spelar i Div III säsongen 2018 efter en säsong i Div II Västra Svealand. 
(IFK:s Dam A deltog även 2013 i Svenska Cupen). Både Herr & Damlaget spelar sina hemmamatcher på Konstgräsplanen vid Munkfors Arena